# كارلوس ألبرتو باربوسا
كارلوس ألبرتو باربوسا هو لاعب كرة قدم برازيلي في مركز الدفاع، ولد في 15 فبراير 1954 في ريسيفي في البرازيل، وتوفي بنفس المكان في 7 مارس 1982. لعب مع نادي سانتا كروز.